# Abrázame (canción de Camila)
«Abrázame» es el nombre del primer sencillo promocionado del grupo de pop/rock mexicano Camila, sacado del álbum debut de estudio Todo cambió (2006). En Argentina, fue el cuarto sencillo de dicho álbum.
Con esta canción, la banda emprendió su camino musical. Abrázame fue en un momento una de las 10 canciones más oídas de México, logrando la novena posición.

## Nueva versión
En 2008, Camila hizo una nueva versión de esta canción, en dueto con la cantante brasileña Wanessa Camargo, que ya había grabado una versión en portugués de la canción con el nombre «Me Abrace». El dueto de Camila y Wanessa Camargo mezcla las letras de la versión original e de la versión en portugués, recibiendo el nombre de «Abrázame/Me Abrace», y alcanzó el segundo puesto de las canciones más oídas de Brasil.